# Schistochilopsis grandiretis
Schistochilopsis grandiretis är en bladmossart som först beskrevs av Sextus Otto Lindberg och Baard Bastian Larsen Kaalaas och som fick sitt nu gällande namn av Nadezjda Aleksejevna Konstantinova.
Schistochilopsis grandiretis ingår i släktet Schistochilopsis och familjen Scapaniaceae. Inga underarter finns listade i Catalogue of Life.